# Copa Omã de Futebol
A Sultan Qaboos Cup é o principal torneio eliminatório do futebol masculino de Omã.

## Campeões
| Clube         | Títulos                                                     | Vices                      | Semifinalista |
| ------------- | ----------------------------------------------------------- | -------------------------- | ------------- |
| Fanja         | 9 (1975, 1976, 1978, 1985, 1986, 1987, 1989, 1991, 2013-14) | 1 (2010)                   |               |
| Dhofar        | 7 (1977, 1980, 1981, 1999, 2004, 2006, 2011)                | 3 (1993, 2002, 2009)       |               |
| Al-Ahli       | 5 (1972, 1982, 1983, 1984, 1988)                            | 1 (1998)                   |               |
| Al-Nasr       | 4 (1995, 2000, 2002, 2005)                                  | 4 (1987, 1988, 1999, 2001) |               |
| Sur           | 3 (1973, 1992, 2007)                                        | 1 (2006)                   |               |
| Al-Seeb       | 3 (1996, 1997, 1998)                                        | 2 (2003, 2005)             |               |
| Al-Oruba      | 3 (1993, 2001, 2010)                                        | 2 (1997, 2000)             |               |
| Oman          | 2 (1979, 1994)                                              |                            |               |
| Suwaiq        | 2 (2008, 2012-13)                                           |                            |               |
| Al-Tali'aa SC | 1 (1972)                                                    |                            |               |
| Muscat        | 1 (2003)                                                    | 2 (2004, 2007)             |               |
| Saham         | 1 (2009)                                                    |                            |               |
| Al-Nahda      |                                                             | 3 (2008, 2012-13, 2013-14) |               |
| Al-Ittihad    |                                                             | 1 (2011)                   |               |

## Edições
| Ano     | Campeão        | Vice-Campeão | Placar                  |
| ------- | -------------- | ------------ | ----------------------- |
| 1972    | Al-Ahli (1)    |              |                         |
| 1973    | Sur (1)        |              |                         |
| 1974    | Al-Tali'aa (1) |              |                         |
| 1975    | Fanja (1)      |              |                         |
| 1976    | Fanja (2)      |              |                         |
| 1977    | Dhofar (1)     |              |                         |
| 1978    | Fanja (3)      |              |                         |
| 1979    | Oman (1)       |              |                         |
| 1980    | Dhofar (2)     |              |                         |
| 1981    | Dhofar (3)     |              |                         |
| 1982    | Al-Ahli (2)    |              |                         |
| 1983    | Al-Ahli (3)    |              |                         |
| 1984    | Al-Ahli (4)    |              |                         |
| 1985    | Fanja (4)      |              |                         |
| 1986    | Fanja (5)      |              |                         |
| 1987    | Fanja (6)      | Al-Nasr      |                         |
| 1988    | Al-Ahli (5)    | Al-Nasr      |                         |
| 1989    | Fanja (7)      |              |                         |
| 1990    | Dhofar (4)     |              |                         |
| 1991    | Fanja (8)      |              |                         |
| 1992    | Sur (2)        |              |                         |
| 1993    | Al-Oruba (1)   | Dhofar       |                         |
| 1994    | Oman (2)       |              |                         |
| 1995    | Al-Nasr (1)    | Al-Ahli      |                         |
| 1996    | Al-Seeb (1)    |              |                         |
| 1997    | Al-Seeb (2)    | Al-Oruba     |                         |
| 1998    | Al-Seeb (3)    | Al-Ahli      |                         |
| 1999    | Dhofar (5)     | Al-Nasr      |                         |
| 2000    | Al-Nasr (2)    | Al-Oruba     |                         |
| 2001    | Al-Oruba (2)   | Al-Nasr      |                         |
| 2002    | Al-Nasr (3)    | Dhofar       |                         |
| 2003    | Ruwi (1)       | Al-Seeb      |                         |
| 2004    | Dhofar (6)     | Muscat       | 1 - 0                   |
| 2005    | Al-Nasr (4)    | Al-Seeb      | 3 - 1                   |
| 2006    | Dhofar (7)     | Sur          | 2 - 1                   |
| 2007    | Sur (3)        | Muscat       | 1 - 1 a.e.t. (5–4 pen.) |
| 2008    | Al-Suwaiq (1)  | Al-Nahda     | 1 - 0                   |
| 2009    | Saham (1)      | Dhofar       | 2 - 2 a.e.t. (7–6 pen.) |
| 2010    | Al-Oruba (3)   | Fanja        | 1 - 1 a.e.t. (5–3 pen.) |
| 2011    | Dhofar (8)     | Al-Ittihad   | 2 - 0                   |
| 2012-13 | Al-Suwaiq (2)  | Al-Nahda     | 2 - 0                   |
| 2013-14 | Fanja (9)      | Al-Nahda     | 2 - 0                   |